# Антонио Касано
Антонио Касано (итал. Antonio Cassano; Бари, 12. јул 1982) је бивши италијански фудбалски репрезентативац, који је током каријере наступао за Бари, Рому, Реал Мадрид, Сампдорију (у два наврата), Милан, Интер, Парму и Верону.

## Каријера
Касано је прошао млађе селекције екипе Барија, за који је 1999. дебитовао у Серији А против Лечеа. Са 19 година је прешао у Рому, која је тада била актуелни шампион, уз обештећење од 30 милиона евра. Период његове каријере у којем је играо за Рому био је обележен скандалима и сукобима са тренерима. У првој сезони у дресу Роме постигао је пет голова, али је највише медијску пажњу скренуо на себе сукобом са тренером Фабиом Капелом. До сукоба је дошло када је Касано напустио тренинг утакмицу. У финалу купа 2003. са Миланом искључен је након протеста, а приликом напуштања терена непристојно је гестикулирао према судији.
Током сезоне 2004/05. тадашњи тренер Луиђи Делнери је Касана одстранио из првог тима. Након оставке Делнерија и доласка Бруна Контија на место тренера, Касано је враћен у први тим. У одсуству капитена Франческа Тотија, он је носио капитенску траку на неколико утакмица. Током сезоне 2005/06. био је у сукобу са челницима клуба око услова продужења уговора, који је требало да истекне 30. јуна 2006. Током јануара 2006. Рома је одлучила да га прода Реал Мадриду, уз обештећење од свега 5 милиона евра.
Касано је постао други Италијан у историји који је носио дрес Реала, након Кристијана Панучија. Дебитовао је 18. јануара 2006. у утакмици Купа против Реал Бетиса. На тој утакмици је постигао и свој први гол у дресу Реала. То је успео да уради након само три минута, пошто је ушао у игру у другом полувремену.
Након сукоба са Фабиом Капелом, који је постављен за новог тренера, Реал је 30. октобра објавио да је суспендовао Касана. До сукоба је дошло у свлачионици након утакмице са Химнастик Тарагоном. Пребачен је на клупу заједно са Дејвидом Бекамом и Роналдом и до краја сезоне је мало играо. Више пута је изјављивао како би радо напустио Реал и поново се вратио у Рому.
Касано је прешао 13. августа 2007. у Сампдорију на једногодишњу позајмицу. Дебитовао је 23. септембра у градском дербију са Ђеновом. Први гол је постигао већ у наредном колу против Аталанте (3-0). У својој другој сезони Касано је знатно поправио форму и изабран је за заменика капитена. И трећа сезона у клубу је почела добро за Касана, али је клуб упао у резултатску кризу и током јануара се нашао у средини табеле. Тренер Луиђи Делнери је одлучио да Касана изостави из првог тима, из како је објаснио техничких и тактичких разлога.
Током прелазног рока медији су најављивали да би могао да оде у Фиорентину на позајмицу, али је Касано одбацио такву могућност. Током октобра 2010. поново је одстрањен из тима због сукоба са председником клуба. Разлог за тај сукоб је било Касаново одбијање да присуствује клупској свечаности. Сампдорија је поднела захтев арбитражној комисији фудбалског савеза за раскид уговора на штету играча. Касније се Касано извинио и председнику и навијачима, али клуб и поред тога није одустао од захтева. Комисија је тај захтев одбила и наложила клубу да Касана врати у екипу и да мора да му исплаћује 50% уговорене плате до истека уговора.
Медији су објавили 20. децембра 2010. да су Сампдорија, Милан и Касано постигли договор око његовог преласка у Милан. За слободу играча било је потребно платити обештећење од 5 милиона евра Реал Мадриду, па су се два клуба договорила да тај износ плате по пола.

## Репрезентација
Касано је прошао кроз све селекције италијанске репрезентације. За сениорску репрезентацију Италије је дебитовао новембра 2003. против Пољске и на свом дебију је био стрелац поготка. Био је учесник Европског првенства 2004. На првој утакмици против Данске у игру је ушао са клупе. У другој утакмици је био стартер уместо Франческа Тотија, који је био суспендован због пљувања Кристијана Поулсена на претходном мечу. Та утакмица је завршена 1-1, а Касано је био стрелац за своју репрезентацију. У последњој утакмици у групи савладана је Бугарска (2-1), а Касано је поново био стрелац. Италија међутим због слабије гол-разлике није прошла групу.
Касано се није нашао на списку репрезентативаца за Светско првенство 2006. Поново је позван у репрезентацију у квалификацијама за наредно Европско првенство, а био је и учесник тог првенства на којем је Италија елиминисана од Шпаније након бољег извођења једанаестераца у четвртфиналу.
Након овог првенства поново није позиван у репрезентацију. Марчело Липи се нашао на мети бројних критика зато што није Касана позвао у репрезентацију за Светско првенство 2010. Доласком Ћезареа Пранделија на место селектора, Касано је поново добио позив у репрезентацију. Заиграо је поново у дресу са државним грбом након двогодишње паузе на пријатељском мечу са репрезентацијом Обале Слоноваче 10. августа 2010.

## Трофеји

### Рома
- Суперкуп Италије (1) : 2001.

### Реал Мадрид
- Првенство Шпаније (1) : 2006/07.

### Милан
- Првенство Италије (1) : 2010/11.
- Суперкуп Италије (1) : 2011.